# Eckhart aus dem Mäusenest
Eckhart aus dem Mäusenest (Originaltitel: Eckhart) ist eine kanadische Zeichentrickserie, die zwischen 2000 und 2001 produziert wurde.

## Handlung
Eckhart und Oskar sind fasziniert von dem was die Wahrsagerin Madame Thel alles mit ihrer Kristallkugel anstellen und vorhersehen kann und auf dem Crumbfest Cove zeigt. Sie wollen selbst so etwas machen und kommen dabei zu unterschiedlichen Erfahrungen und Schlüssen. Oskar glaubt eine Schüssel könne ihm seine Zukunft offenbaren. Eckhart jedoch glaubt daran, dass man sein Schicksal selbst ohne die Hilfe von Magie und ähnlichem in die eigene Hände nehmen muss.

## Produktion und Veröffentlichung
Die Serie wurde das erste Mal am 8. September 2000 auf TeleToon ausgestrahlt. Bereits zuvor wurde am 25. Dezember 1999 die Special-Folge Das Krümelfest im Mäusenest (im Original: The True Meaning of Crumbfest) ausgestrahlt.
Die deutsche Erstausstrahlung fand am 1. Oktober 2000 auf Super RTL statt.

## Episodenliste

### Staffel 1
| Nr. | deutscher Titel         | englischer Titel               | deutsche Erstausstrahlung | Erstausstrahlung   |
| 1   | Die Wahrsagerin         | The Key                        | 1. Oktober 2000           | 8. September 2000  |
| 2   | Kostümfest              | Mouse Mask                     | 8. Oktober 2000           | 10. September 2000 |
| 3   | Ein heißer Sommer       | Small Things Make A Difference | 15. Oktober 2000          | 17. September 2000 |
| 4   | Roswald, das Stinktier  | Nose of the Beholder           | 22. Oktober 2000          | 24. September 2000 |
| 5   | Großvater ist krank     | How Sweet It Is                | 29. Oktober 2000          | 1. Oktober 2000    |
| 6   | Die alte Schatzkarte    | Hidden Treasure                | 5. November 2000          | 8. Oktober 2000    |
| 7   | Zusammen geht’s besser  | Came A Stranger                | 12. November 2000         | 15. Oktober 2000   |
| 8   | Wünsch dir was          | A Leap Of Faith                | 26. November 2000         | 22. Oktober 2000   |
| 9   | Das große Rennen        | The Big Race                   | 14. Dezember 2001         | 29. Oktober 2000   |
| 10  | Freier Eintritt!        | Saving Boss Mouse              | 19. November 2000         | 5. November 2000   |
| 11  | Keine Angst mehr        | Eckhart The Brave              | 3. Dezember 2000          | 12. November 2000  |
| 12  | Eine Reise im Ballon    | Hot Air                        | 17. Dezember 2000         | 19. November 2000  |
| 13  | Lügen haben kurze Beine | A Dragon Tail                  | 27. April 2001            | 26. November 2000  |

### Staffel 2
| Nr. | deutscher Titel              | englischer Titel       | deutsche Erstausstrahlung | Erstausstrahlung   |
| 14  | Oskars Supermarkt            | Buy now, Pay later     | 2. Januar 2002            | 6. April 2001      |
| 15  | Fremder Besuch               | Chip off the old Block | 3. Januar 2002            | 8. April 2001      |
| 16  | Eisenbahn-Kumpels            | Boxcar Buddies         | 4. Januar 2002            | 15. April 2001     |
| 17  | Falscher Zauber              | Mouse May Fair         | 7. Januar 2002            | 22. April 2001     |
| 18  | Molly, die Nebelmaus         | Molly the Mist         | 8. Januar 2002            | 29. April 2001     |
| 19  | Kleine Maus, große Stadt     | Little Mouse Big City  | 9. Januar 2002            | 6. Mai 2001        |
| 20  | Clara hat Geburtstag         | A Special Gift         | 10. Januar 2002           | 13. Mai 2001       |
| 21  | In die Falle getapptx        | A Special Gift         | 11. Januar 2002           | 20. Mai 2001       |
| 22  | Jedem das seine              | Freedom for All        | 16. Januar 2002           | 27. Mai 2001       |
| 23  | Eckhart und die Waldmaus     | Blessings in Burdens   | 14. Januar 2002           | 8. September 2001  |
| 24  | Auch Großväter machen Fehler | Blessings in Burdens   | 15. Januar 2002           | 9. September 2001  |
| 25  | Eckhart, der Pilot           | Flight School          | 17. Januar 2002           | 23. September 2001 |
| 26  | Das Glück in der Flasche     | Happy Juice            | 18. Januar 2002           | 30. September 2001 |

### Staffel 3
| Nr. | englischer Titel         | Erstausstrahlung |
| 27  | Step Dance               | 3. März 2002     |
| 28  | Winnie Gets Sold         | 10. März 2002    |
| 29  | Seed Pool                | 17. März 2002    |
| 30  | Jasper’s Change of Heart | 24. März 2002    |
| 31  | Burning Barn             | 31. März 2002    |
| 32  | Mighty Mom               | 7. April 2002    |
| 33  | Ice Floe                 | 14. April 2002   |
| 34  | Ghost Story              | 21. April 2002   |
| 35  | Iron Eckhart             | 28. April 2002   |
| 36  | Auntie Arrives           | 5. Mai 2002      |
| 37  | Lost and Found           | 12. Mai 2002     |
| 38  | Cirque de Souris         | 19. Mai 2002     |
| 39  | Whale Tale               | 26. Mai 2002     |